# Josep Saludes
Josep Saludes (Reus, segle xviii - segle xix) va ser un comerciant català que arribà a alcalde de Reus el 1805 i 1806.
Comerciant d'aiguardent, havia fundat una societat comercial amb Bonaventura de March anomenada «Bonaventura de March, Saludes i Cia.», de la que era soci majoritari el pare d'aquest, Salvador de March, que el 1784 hi tenia invertit un capital de més de 41.000 lliures. Aquesta companyia es va extingir a la mort de Salvador de March, ja que el seu hereu, Francesc de March no va voler seguir en el negoci i va retirar el capital. Saludes va seguir en el començ d'aiguardent i participava en companyies d'assegurances de vaixells, invertint capital en la compra d'accions. Va ser regidor a l'ajuntament a inicis del segle xix i un dels comerciants defensors de la construcció del Canal de Reus a Salou, del que, com a alcalde, va posar la primera pedra l'any 1805, en mig d'una gran festa popular amb una notable participació de reusencs. L'historiador reusenc Andreu de Bofarull diu que també va reorganitzar les escoles públiques de Reus i la capella de música de la Prioral de Sant Pere, contractant el músic i compositor Hipòlit Trullàs com a mestre de capella. Cap al 1815 Josep Saludes i el seu germà Joan, per qüestions de negocis, es van traslladar a Alacant.